# Луки та чагарники Хобьо
Луки та чагарники Хобьо (ідентифікатор WWF: AT1304) — афротропічний екорегіон пустель і склерофітних чагарників, розташований на узбережжі Індійського океану в Сомалі.

## Географія
Екорегіон луків та чагарників Хобьо охоплює вузьку прибережну смугу шириною 10-15 км, яка простягається вздовж узбережжя Індійського океану на 800 км, від Марки і столиці Сомалі Могадішо до Хобьо і ще далі на північ. Основу регіону складають білі та помаранчеві піщані дюни, максимальна висота яких становить 60 м. Вони сформувалися геологічно нещодавно і перекривають докембрійські породи фундаменту. Подекуди серед дюн, особливо на півночі регіону, трапляються вапнякові відслонення. У внутрішніх районах Сомалійського півострова луки екорегіону переходить у сухі савани та напівпустельні чагарники. Загалом територія екорегіону є малонаселеною, а густота населення в ньому коливається від 1 до 20 осіб/км².

## Клімат
В межах екорегіону домінує спекотний та сухий пустельний клімат (BWh за класифікацією кліматів Кеппена). Середня максимальна температура в регіоні коливається від 30 °C до 33 °C, а середня мінімальна температура — від 21 °C до 27 °C. Загалом температура протягом року майже не змінюється. Середньорічна кількість опадів становить в середньому 200 мм, більшість з яких випадає протягом сезону дощів з квітня по червень.

## Флора
На прибережних дюнах регіону ростуть трав'янисті луки, по яким розкидані невисокі кущі. Уздовж узбережжя, де морський бриз забезпечує цілорічну вологість, зустрічаються невисокі, густі вічнозелені зарості. Типовими чагарниками, що складають основу цих заростей, є яванські ерви (Aerva javanica), мітлисті індигофери (Indigofera sparteola), пеларгонієлисті ятрофи (Jatropha pelargoniifolia) та довгостручкові фарсетії (Farsetia longisiliqua). В ущелинах серед вапнякових скель, що забезпечують захист від вітру та глибший шар ґрунту, який зберігає більше вологи, росте унікальне рослинне угруповання, яке включає самшит Гільденбрандта (Buxus hildebrandtii), хвилястий голонасінник (Gymnosporia undata) та євгенієлистий вепріс (Vepris eugeniifolia).
Загалом в екорегіоні зустрічається менше 1000 видів судинних рослин, зокрема кілька ендеміків та видів, що представляють фітогеографічний інтерес. Серед ендеміків екорегіону слід відзначити рідкісну сомалійську дірахму (Dirachma somalensis), один з двох представників родини дірахмових (Dirachmaceae), що росте серед вапнякових ущелин регіону. Іншими ендеміками регіону є тонкохвостий п'ятихвіст (Pentanopsis gracilicaulis) та дрібноприквітковий голонасінник (Gymnocarpos parvibractus).
Флора екорегіону демонструє різні пристосування до сухого пустельного клімату. Деякі види, зокрема ендемічна вузькостовбурова пунтія (Endostemon stenocaulis), є сукулентами. Багато ендеміків регіону, які формуються під впливом сильних вітрів, що несуть з собою пісок, є подушкоподібними рослинами.

## Фауна
На луках регіону пасуться деякі види антилоп, характерних для Африканського Рогу, зокрема дібатаги (Ammodorcas clarkei), сомалійські газелі (Nanger soemmerringii), малі газелі (Gazella spekei) та еритрейські дікдіки (Madoqua saltiana). Серед інших ссавців, поширених в екорегіоні, слід відзначити африканського вовка (Canis lupaster), чепрачного шакала (Lupulella mesomelas), ефіопську карликову мангусту (Helogale hirtula), абіссинського зайця (Lepus habessinicus) та колючу мишу Луїзи (Acomys louisae). Ендеміками регіону є сріблясті дікдіки (Madoqua piacentinii) та сомалійські златокроти (Calcochloris tytonis).
Серед поширених в екорегіоні птахів слід відзначити сомалійського страуса (Struthio molybdophanes), сомалійську дрохву (Lophotis gindiana), білочеревого корхаана (Eupodotis senegalensis), мекранського крячка (Sternula saundersi), сомалійського бігунця (Cursorius somalensis), короткохвостого жайворонка (Spizocorys fremantlii), майже ендемічного малого пікіра (Alaemon hamertoni), короткопалу посмітюху (Galerida theklae), пустельну принію (Prinia rufifrons), сомалійського ткачика (Ploceus spekei) та майже ендемічного берегового щеврика (Anthus melindae). Ендеміками екорегіону є рудобокі фірлюки (Mirafra ashi) та обійські терери (Spizocorys obbiensis).

## Збереження
Природоохоронні території в екорегіоні відсутні. Через тривалий період політичної нестабільності в Сомалі складно оцінити стан збереження природи регіону.